# Petr Vladyka
Petr Vladyka (* 9. November 1974 in Chrudim) ist ein tschechischer Futsal-  und Fußballspieler.

## Fußball
Vladyka begann mit dem Fußballspielen im Alter von fünf Jahren bei Transporta Chrudim. Ab 1993 wurde er in der Herrenmannschaft eingesetzt, der 1998, schon unter der Bezeichnung AFK Chrudim, der Sprung in die drittklassige ČFL gelang.
In den ersten anderthalb Jahren in Liga Drei schoss der Spielmacher 27 Tore, eine außerordentlich hohe Zahl, die auch den Erstligisten Slavia Prag aufhorchen ließ, der Vladyka Anfang 2000 auslieh. In Prag hatte der Mittelfeldspieler mit der großen Konkurrenz zu kämpfen und absolvierte nur drei Begegnungen. Ein Trainerwechsel im Sommer 2000 bedeutete das Ende seines Prager Aufenthalts. Er wechselte innerhalb der Liga zum FK Chmel Blšany, dort spielte er zunächst regelmäßig, in der Rückrunde saß er allerdings meistens nur noch auf der Ersatzbank.
Nach der Saison ging Vladyka eine Stufe tiefer zum FC Vysočina Jihlava in die 2. Liga, wo er schnell zum Leistungsträger und Führungsspieler avancierte. Bald wurde zudem Mannschaftskapitän. Er war 2005 maßgeblich am Aufstieg der Mannschaft in die Gambrinus Liga beteiligt, in der Erstligaspielzeit 2005/06 fehlte er nur einmal und schoss fünf Tore. Den Abstieg des Neulings konnte er allerdings nicht verhindern. Nach der Saison 2006/07 entschied sich Vladyka, seine Profikarriere zu beenden und sich ausschließlich dem Futsal zu widmen. Wenn es die Zeit erlaubt, spielt er aushilfsweise für seinen alten Verein AFK Chrudim.

## Futsal
Schon in Chrudim begann Vladyka, Futsal zu spielen. Später wechselte er zum Erstligisten Hlinsko, nach zwei Jahren ging er zu Nejzbach Vysoké Mýto. Dort blieb er fünf Jahre und wechselte anschließend zum FK Era-Pack Chrudim, mit dem er 2004, 2005 und 2007 tschechischer Meister wurde. Für die tschechische Futsalnationalmannschaft spielte Vladyka 14 Mal. Zwei Spiele machte er 1996, weitere zwölf zwischen November 1999 und Dezember 2000. Mit Era-Pack Chrudim nimmt Vladyka 2007/08 am UEFA Futsal-Cup teil. 

### Erfolge
- Tschechischer Meister 2004, 2005, 2007, 2008, 2009 und 2010 mit FK Era-Pack Chrudim
- Tschechischer Pokalsieger 2005 mit FK Era-Pack Chrudim